# Leptoiulus deubeli
Leptoiulus deubeli är en mångfotingart som först beskrevs av Karl Wilhelm Verhoeff 1897.  Leptoiulus deubeli ingår i släktet Leptoiulus och familjen kejsardubbelfotingar. Inga underarter finns listade i Catalogue of Life.